# 斜體無臂鰨
斜體無臂鰨為輻鰭魚綱鰈形目鰨亞目無臂鰨科的其中一種，為熱帶魚類，分布於西大西洋區，從貝里斯至巴西聖保羅半鹹水及海域，體長可達18公分，棲息在底層水域，以小型底棲生物為食，生活習性不明。

## 扩展阅读
維基物種上的相關：斜體無臂鰨